# Илич, Велько (футболист, 2003)
Ве́лько И́лич (серб. Вељко Илић / Veljko Ilić; родился 21 июля 2003 года, Белград, Сербия и Черногория) — сербский футболист, вратарь клуба «ТСЦ».

## Клубная карьера
Велько Илич — воспитанник клубов из Обреноваца, «Црвена звезда» и «ТСЦ». За последних дебютировал 9 июля 2022 года в матче 1-го тура сербской Суперлиги против футбольного клуба «Чукарички». Свой первый матч на ноль сыграл в следующем туре против «Явора». Попал в список номинантов на «Golden Boy», где в общем списке занял 46-е место из 100 с рейтингом 69.

## Карьера в сборной
Сыграл 1 матч за сборную Сербии до 19 лет против Черногории. За молодёжную сборную дебютировал в матче против России. Вызывался в сборную Сербии.